# بخش ووستر (وین کانتی، اوهایو)
بخش ووستر (به انگلیسی: Wooster Township) یک منطقهٔ مسکونی در ایالات متحده آمریکا است که در شهرستان وین، اوهایو واقع شده‌است.
 بخش ووستر ۵۲٫۷ کیلومتر مربع مساحت و ۵٬۲۵۰ نفر جمعیت دارد و ۲۵۹ متر بالاتر از سطح دریا واقع شده‌است.